# Oberbürgermeisterwahl in Göppingen 2020
Die Oberbürgermeisterwahl in Göppingen 2020 fand am 18. Oktober 2020, acht Jahre nach der Oberbürgermeisterwahl 2012 statt. Da kein Kandidat die absolute Mehrheit erhalten hat, fand am 8. November 2020 ein zweiter Wahlgang statt. Alexander Maier (Grüne) gewann diesen mit 41,7 % der Stimmen und trat seine Amtszeit am 14. Januar 2021 an.

## Ausgangslage
Amtsinhaber war Guido Till (1990–2009 SPD, 2009–2013 parteilos, seit Oktober 2013 CDU), der sich bei der Wahl 2005 (damals bei der SPD) gegen den Amtsinhaber Reinhard Frank (CDU) im ersten Wahlgang mit 50,7 Prozent durchsetzen konnte.

## Kandidaten
Guido Till trat (inzwischen für die CDU) für eine Wiederwahl an. Zur Wahl standen zudem der SPD-nahe Diplom-Pädagoge Martin Müller und die unabhängigen Kandidaten Stefan Horn und Heiko Stobinski. Für die Grünen kandidierte der Landtagsabgeordnete Alexander Maier.

## Ergebnisse

### Erster Wahlgang
Bei der Wahl am 18. Oktober 2020 entschieden sich gemäß vorläufigem Endergebnis 36,3 % der Wähler für den amtierenden Oberbürgermeister Guido Till (CDU), 30,3 % für Alexander Maier (Grüne) und 20,0 % für Stefan Horn. Da keiner der Kandidaten die absolute Mehrheit erreichte, traten diese drei Kandidaten im zweiten Wahlgang am 8. November an. Martin Müller und Heiko Stobinski verzichteten auf eine erneute Kandidatur.
Die Wahlbeteiligung betrug 36,9 %.

### Zweiter Wahlgang
Da im ersten Wahlgang kein Kandidat die absolute Mehrheit der Stimmen auf sich hatte vereinigen können, fand am 8. November 2020 ein zweiter Wahlgang zwischen Gudio Till, Alexander Maier und Stefan Horn statt. In diesem wurde Maier mit 79 Stimmen Vorsprung zum neuen Oberbürgermeister von Göppingen gewählt.
Die Wahlbeteiligung betrug 39,3 %.